# La bambina che non voleva cantare
La bambina che non voleva cantare è un film per la televisione del 2021 diretto da Costanza Quatriglio e basato sulla vita della cantante italiana Nada, dall'infanzia fino al debutto al Festival di Sanremo.
Liberamente ispirato al libro autobiografico Il mio cuore umano della stessa Nada, ne è il secondo adattamento dopo il documentario omonimo del 2009 presentato al Locarno Festival, diretto sempre dalla Quatriglio.

## Trama
Gabbro (LI), 1961. La piccola Nada vive nella campagna toscana con i genitori, Viviana e Gino, la sorella maggiore Miria e la nonna Mora. Un giorno, accompagnando la sorella in un convento di monache per preparare il corredo del suo matrimonio, Nada incontra suor Margherita, direttrice del coro, che rimane colpita dalla sua voce. Un giorno Viviana, molto spesso vittima di forti crisi depressive, si risolleva dopo aver sentito la figlia cantare e incarica il maestro Leonildo di impartirle lezioni di canto. Tuttavia, Nada si comporta in maniera ostile gettando nello sconforto la madre, che perciò è costretta a interrompere le lezioni, mostrandosi triste anche nel giorno del matrimonio di Miria, e nonostante gli sforzi del marito. Dispiaciuta, Nada inizia a cantare Senza fine, impressionando la madre e il maestro Leonildo, che decide di riprenderla con sé.
Livorno, 1967. Nada prosegue con le lezioni di canto e, seppur controvoglia, invia una richiesta d'ammissione a un concorso per voci nuove a Lido di Camaiore, che viene accettata. Viviana è felicissima e comunica la lieta notizia all'amica Nora, proprietaria di un bar, con la quale accompagna la figlia al concorso, dove Nada si esibisce con Io ti darò di più e vince il primo premio. Successivamente, Nada partecipa a svariati altri concorsi piazzandosi sempre tra i primi posti. Una sera, allontanatasi da una festa al bar di Nora e rientrando a casa tardi, Nada ha un duro scontro con la madre in cui si dice stanca di vivere la vita in funzione di lei, e a seguito del quale scrive una lettera di sfogo alla sorella, trasferitasi col marito in Svizzera. Nora, triste e furiosa per aver scoperto che il suo spasimante Guido, medico curante di Viviana, ha in realtà un'altra famiglia, gli spara col fucile; Guido si salva, mentre Nora viene arrestata. Viviana, dopo una violenta crisi per la quale ingerisce una spropositata quantità di psicofarmaci, viene ricoverata d'urgenza in ospedale, dove viene sottoposta alla terapia elettroconvulsivante. Gino conforta la figlia, che si sente colpevole per quanto accaduto, e l'accompagna a trovare la madre, ottenendo dal medico curante il rientro a casa di Viviana.
Sanremo, 1969. Dopo aver sostenuto con successo il provino per un'importante casa discografica, la quindicenne Nada viene invitata a partecipare alla 19ª edizione del Festival, dove fa amicizia col bassista Gerry Manzoli (che nel 1973 diventerà suo marito). Nada si esibisce con Ma che freddo fa, riscuotendo un grande apprezzamento. Più tardi, Viviana confessa alla figlia di credere di aver sbagliato tutto con lei, ma Nada le assicura che non è così. Il film termina con un breve spezzone della vera esibizione di Nada.

## Colonna sonora
La colonna sonora è stata composta ed eseguita da Luca D'Alberto.
Tecla Insolia, nel ruolo di Nada, interpreta:
- Io ti darò di più - (Testa - Remigi)
- Un bacio è troppo poco - (Amurri - Canfora)
- Non pensare a me - (Testa - Sciorilli)
- Ma che freddo fa - (Migliacci - Mattone)

## Accoglienza

### Ascolti
Il film è stato trasmesso in prima visione su Rai 1 il 10 marzo 2021, registrando una media di 5 582 000 telespettatori ed il 23,2% di share.

### Critica
Martina De Angelis di Cinematographe ha fornito una recensione molto positiva, lodando in particolare le intense interpretazioni, la regia (che si avvale della tecnica del flashback per un continuo confronto tra la Nada bambina e quella adolescente) e la fotografia («una Toscana rurale in contrasto con la frizzante energia degli anni Sessanta, di cui vengono toccati diversi aspetti, da quelli musicali a quelli televisivi, da quelli familiari a quelli sociali»), individuando il punto di forza nella scelta di incentrare il racconto sui personaggi, sul rapporto madre-figlia, sull'amore incondizionato.
Secondo Paolo Sutera di Tv Blog, il film «assume piuttosto i connotati della favola italiana» nel quale «il mondo che circonda la piccola Nada è quello di personaggi buoni, a volte eccentrici, ma sempre pronti a dare alla protagonista un insegnamento o una visione del mondo che, alla fine, si rivelano essere tasselli di una morale più grande», focalizzandosi ovviamente anche sulla «realtà della provincia, la paura di restarvi ingabbiati, l’orizzonte delle luci della ribalta che (negli anni Sessanta come oggi) alimentano sogni e speranze», e sulla depressione subita dalla madre di Nada che «prova ad inghiottire tutti gli altri personaggi, ma che non ci riesce»; altra nota positiva è la volontà di mantenere una vena di ottimismo anche nelle scene più drammatiche.
Per Mauro Donzelli di Comingsoon, quella descritta nel film è «Una storia semplice, raccontata con sfumature fra il candore e l'ingenuità, come la realtà di provincia italiana di quegli anni, eppure piena di speranza genuina per il futuro. La Quatriglio conferma un'abilità rara nel tratteggiare con grande sensibilità le delicate tempeste emotive dell'animo umano, rendendo esemplari e universali percorsi di vita singolari. Le viene in aiuto la scoperta del talento cristallino, molto personale, non solo musicale ma anche recitativo, della giovane Tecla Insolia, che interpreta la protagonista. Questa volta, per l'autrice palermitana, è la musica la chiave per entrare sottovoce nell'universo in frenetico movimento di un carattere placido, in apparenza, come quello della giovane Nada. È attraverso il suo talento, scoperto così precocemente, che chi le vive intorno trova la forza per compiere un cambiamento, per piccolo che sia.»
Stefania Stefanelli di Davide Maggio scrive che «Dei lustrini e della sete di successo, come il titolo suggerisce, non c’è traccia e, fedele al profilo sempre poco mondano di Nada, indaga il privato dell’artista e soprattutto il legame con la madre, che risulta la vera grande protagonista. [...] L’amore tra una madre e una figlia diventa, così, salvifico, nonché una responsabilità a volte insopportabile per la più giovane delle due, che si vede costretta a coltivare quei talenti non per fame di successo o voglia di evadere, ma per salvare la vita alla persona che ama di più al mondo», oltre ad ammirare le interpretazioni di tutto il cast.
La stessa Nada si è detta entusiasta del risultato: «Costanza Quatriglio ha fatto un lavoro importante sui sentimenti, e tutti gli attori sono veramente bravi, mi hanno emozionato. Guardando il film mi sono dimenticata di me, è una storia di emozioni, di sentimenti veri», aggiungendo che «Quella storia è mia, certo, ma può riguardare tutti. Va oltre l’autobiografia, parla di sentimenti. Le dinamiche umane sono sempre quelle, ti appartengono».

## Riconoscimenti
- 2021 – Premio Flaiano[11]
  - Migliore interpretazione femminile a Carolina Crescentini